# Kiełbasy (województwo łódzkie)
Kiełbasy – wieś w Polsce położona w województwie łódzkim, w powiecie sieradzkim, w gminie Klonowa.
W latach 1975–1998 miejscowość administracyjnie należała do województwa sieradzkiego.
3 września 1939 żołnierze Wehrmachtu zamordowali 71-letniego rolnika.